# Gentherapie
Eine Gentherapie umfasst die Korrektur defekter Gene durch die Anwendung rekombinanter DNA-Techniken mit dem Ziel, durch die Veränderung des Genoms eines Menschen genetisch bedingte Erbkrankheiten zu behandeln oder diesen vorzubeugen. Die eingebrachten Gene dienen dabei als therapeutisch wirksame Stoffe (Gentherapeutika). Sie fallen in den Bereich der medizinischen Gentechnik.
Handelt es sich dabei um Körperzellen, spricht man von somatischer Gentherapie (Gentransplantation). Die Therapie bleibt auf den Empfänger beschränkt, es findet keine Weitervererbung statt. Dies unterscheidet sich von der Keimbahntherapie (Keimbahn-Gentherapie), bei der Gene in Keimzellen oder Embryonalzellen eines frühen Entwicklungsstadiums eingebracht werden. Die Keimbahntherapie am Menschen ist aus ethischen Gründen in Deutschland aufgrund § 5 des Embryonenschutzgesetzes verboten.
In den letzten Jahren wird verstärkt versucht, defekte Gene mit einer präziseren Methode, dem Genome Editing, gezielt zu reparieren. Während es unzählige experimentelle klinische Studien gibt, sind im Jahr 2020 nur acht Therapien durch die amerikanische FDA (USA) und/oder die EMA (EU) für die klinische Anwendung zugelassen. Als weltweit erstes Gentherapeutikum wurde 2003 in China Gendicine als Krebsmedikament eingeführt, das aber wegen fehlender Unterlagen in anderen Ländern nicht zugelassen wurde. Innerhalb Europas gehören Gentherapeutika zur Gruppe der Arzneimittel für neuartige Therapien (ATMPs).
Nicht zu verwechseln sind Gentherapien mit anderen medizinischen Verfahren, bei denen gentechnisch verändertes Material zum Einsatz kommt. So wird etwa bei einer Impfung mit genetischen Impfstoffen wie DNA-, RNA- oder viralen Vektorimpfstoffen gegen Infektionskrankheiten das Genom nicht verändert, weshalb jene Impfstoffe keine Gentherapeutika sind.

## Prinzip
Mittels rekombinanter Nukleinsäuren wie DNA oder RNA wird die Nukleinsäuresequenz beim Menschen reguliert, repariert, ersetzt, hinzugefügt oder entfernt. So wird beispielsweise ein intaktes Gen in das Genom der Zielzelle eingefügt, um ein defektes Gen zu ersetzen, das ursächlich für die Entstehung der Krankheit ist. Der Transfer kann auch außerhalb des Körpers (ex vivo) erfolgen.
Üblicherweise werden dem Körper einige Zellen entnommen, um diesen im Labor (ex vivo) die entsprechenden Nukleinsäuren einzufügen. Anschließend können die Zellen zum Beispiel vermehrt werden, um dann wieder in den Körper eingebracht zu werden. Eine Gentherapie kann auch direkt im Körper (in vivo) erfolgen. Je nach Art der Gentherapie und der verwendeten Technik kann hierbei die Nukleinsäure in das Zellgenom integriert werden oder lediglich zeitweise in der Zelle verbleiben. Entsprechend kann der therapeutische Effekt dauerhaft oder zeitlich beschränkt bestehen.
Folgende Mechanismen sind zu unterscheiden:
- Genersatztherapie: Typisches Anwendungsgebiet sind rezessive Erkrankungen. Betroffene Patienten besitzen von einem bestimmten Gen zwei defekte Kopien, was zum Krankheitsausbruch führt. Bei der Genersatztherapie kodiert die therapeutische Nukleinsäure für eben jenes Gen, sodass behandelte Zellen nach der Therapie eine intakte Kopie dieses Gens besitzen und nutzen können.
- Gen-Editierung, z. B.: mittels Crispr-Cas9, auch als Genom-Chirurgie bezeichnet: Ziel dieses Ansatzes ist es Defekte im Genom einer Zelle zu korrigieren. Mit diesem Ansatz können potentiell auch dominante Erkrankungen behandelt werden.
- Prothetische Gentherapie: Während die zwei zuvor genannten Verfahren auf weitgehend strukturell intakte Zielzellen angewiesen sind, sollen mittels prothetischer Gentherapie andere Zellen in die Lage versetzt werden, die Funktion von zugrunde gegangenen Zellen ähnlich einer Prothese zu übernehmen. Ein Beispiel hierfür ist der experimentelle Ansatz der „Sehkraft wiederherstellenden“ (Vision Restoration) Gentherapie bei der Maus.[10]

## Methoden
Für den Transfer gibt es verschiedene Methoden, um eine therapeutische Nukleinsäure in eine Zelle zu transportieren:
- Transduktion: Mit dieser am häufigsten verwendeten Methode bringt ein viraler Vektor (ein modifiziertes Virus) die therapeutische Nukleinsäure in die Zelle.
- Transfektion (chemisch): Die Nukleinsäure und eine elektrisch geladene Verbindung (z. B. Calciumphosphat) werden zu den Zellen gegeben. Die elektrisch geladene Verbindung bindet an die Zellmembran und wird endozytiert, wodurch die Nukleinsäure nach Perforation der endosomalen Membran ins Zytosol gelangen kann.
- Bei der Elektroporation macht ein Stromstoß die Zellmembran vorübergehend durchlässig, so dass die Nukleinsäure in die Zelle eindringen kann.
- Die Mikroinjektion bietet hohe Chancen für einen erfolgreichen Einbau des Gens (ca. 1:5), jedoch muss jede Zelle einzeln injiziert werden.

## Beschränkungen und Risiken
Das Ersetzen und dauerhafte Einfügen eines intakten Gens in Form von DNA hat nur bei sogenannten monogenetischen Erkrankungen Aussicht auf Erfolg. Erkrankungen, die durch komplexere genetische Schäden ausgelöst werden, wie zum Beispiel Krebs, können mit Gentherapie nicht ursächlich behandelt werden. Eine Gentherapie darf in Deutschland und einigen anderen Ländern nur in den somatischen (nicht die Keimbahn betreffenden) Zellen durchgeführt werden, damit die neue genetische Information nicht an die Kinder der behandelten Person weitervererbt werden kann. Diese gesetzliche Beschränkung basiert auf ethischen und auf die Sicherheit betreffenden Gesichtspunkten (siehe auch Keimbahntherapie). Das größtmögliche Risiko einer somatischen Gentherapie ist eine ungerichtete Integration der Spender-DNA an unpassender Stelle innerhalb des Genoms der Wirtszelle. Da die Integrationsstelle bisher nicht vorhersehbar ist, können andere vorher intakte Gene in ihrer Funktion gestört werden. Im schlimmsten Fall könnte der therapeutische Nutzen des neuen Gens durch eine neue evtl. schwerere Krankheit, bedingt durch die Störung eines vorher intakten Gens, aufgehoben werden.
Derzeit beschränken sich gentherapeutische Ansätze in der Praxis auf zwei verschiedene Zelltypen: zugängliche Stammzellen und langlebige, ausdifferenzierte, postmitotische Zellen. Je nach Zelltyp kommen verschiedene Methoden der Gentherapie zum Einsatz.
Körperzellen, die für eine Gentherapie mit Retroviren als Vektor in Frage kommen, müssen bestimmte Anforderungen erfüllen:
- Sie müssen widerstandsfähig genug sein, um die „Infektion“, besonders aber die Entnahme aus und die Wiedereinpflanzung in den Körper zu überstehen
- Sie müssen leicht entnehmbar und wieder einsetzbar sein
- Sie sollten langlebig sein, damit sie das neue Protein über lange Zeit hinweg produzieren können

Folgende Zelltypen haben sich als geeignet erwiesen:
- Hautzellen: Fibroblasten aus der Lederhaut (nicht mehr aktuell)
- Leberzellen
- T-Zellen: T-Lymphozyten (zirkulierende weiße Blutkörperchen) sind für die zelluläre Immunantwort zuständig. Das Fehlen des Gens für Adenosindesaminase (ADA), das zu einem „schweren kombinierten Immundefekt“ (SCID) führt, wird durch entsprechende Behandlung dieser Zellen therapiert. Eine weitere Therapiemöglichkeit ist ein Defekt in der gemeinsamen Kette einiger Interleukinrezeptoren, X-SCID.
- Knochenmarksstammzellen: Sie produzieren die roten und weißen Blutkörperchen. Durch Gentherapie der seltenen Stammzellen lassen sich genetisch bedingte Krankheiten des Blutes und des Immunsystems behandeln.

## Anwendungen am Patienten
In der von The Journal of Gene Medicine bereitgestellten Datenbank Gene Therapy Clinical Trials Worldwide werden über 2597 klinische Studien gelistet, die bisher in 38 Ländern durchgeführt wurden (Stand 2017). Die entsprechende Datenbank ist abrufbar.

### Behandlung von Erbkrankheiten

#### Therapie von SCID
Am 14. September 1990 wurde von Ärzten des US-amerikanischen Bundesgesundheitsinstituts an einem vierjährigen Mädchen die weltweit erste gentherapeutische Behandlung durchgeführt, um einen schweren kombinierten Immundefekt (SCID) zu heilen.
Bei dieser sehr seltenen Krankheit (Inzidenz 1:100.000), verursacht durch einen schweren Defekt des T- oder auch des B-Lymphozytensystems, ist das Immunsystem in seiner Funktion erheblich bis vollständig beeinträchtigt, d. h., es gibt wenig oder gar keine Immunantwort – schon eine Erkältungskrankheit kann für die Kinder den Tod bedeuten. Je nach dem betroffenen Gen wird die Krankheit in verschiedene Formen klassifiziert. Bei ADA-SCID-Patienten mit einem mutierten ADA-Gen, das für die Adenosin-Desaminase codiert, wurden T-Lymphozyten entnommen, in vitro mit einem retroviralen Vektor das ADA-Gen eingeführt und die Zellen nach Vermehrung in die Patienten zurückgebracht. Die Gentherapie, die aufgrund der begrenzten Lebensdauer der T-Lymphozyten mehrmals im Jahr wiederholt werden musste, ermöglicht den Patienten ein Leben ohne strikte Quarantäne, war aber nicht optimal. Aufgrund verschiedener Weiterentwicklungen ist aber das Gentherapeutikum Strimvelis (Handelsname: Strimvelis, Hersteller: GSK) zur Behandlung von ADA-SCID entstanden, das im Jahr 2016 von der EU zugelassen wurde. Bei der Therapie werden aus Knochenmarkzellen des Patienten CD34+-Zellen isoliert, mit einem Retrovirus das funktionsfähige ADA-Gen eingefügt und durch Infusion in den Patienten zurückgebracht. Die gentherapeutisch veränderten Zellen vermehren sich und bilden ADA. In der Folge sank die Rate der Infektionen für mindestens 3 Jahre. Die Therapie kostet etwa 600.000 Euro pro Patient, was den Kosten einer Enzymersatztherapie von 2 Jahren entspricht.
Die von den Symptomen her identische Erkrankung X-SCID, die auf Grund einer Mutationen in der gemeinsamen Kette einiger Interleukinrezeptoren auftritt (γc, CD132), wurde ebenfalls mit einem gentherapeutischen Ansatz von Alain Fischer in Paris behandelt. Nachdem die Behandlung zunächst größtenteils erfolgreich verlaufen war, traten bei einigen Patienten nach einiger Zeit Leukämien auf (Näheres siehe X-SCID). Diese Komplikation kann durch den Einsatz modifizierter Retroviren behoben werden.

#### Ornithin-Transcarbamylase Defizienz
1999 erfuhr die Gentherapieforschung einen schweren Rückschlag. Bei einer von der Universität von Pennsylvania durchgeführten, von James M. Wilson geleiteten Versuchsreihe kam es zu schwerwiegenden Komplikationen, die zum Tod des Patienten führte. Der 18-jährige Jesse Gelsinger litt am angeborenen Ornithin-Transcarbamylase-Defizit, einem Harnstoffzyklusdefekt, der durch erhöhtem Ammoniumgehalt im Blut in schweren Fällen kurz nach der Geburt zu irreversiblen Gehirnschäden führt. Diese Stoffwechselstörung beruht auf Mutationen im Ornithin-Transcarbamylase-Gens, deren Auswirkungen sehr unterschiedlich sein können. Jesse Gelsinger hatte eine relativ milde Form, die mit proteinarmer Diät partiell kontrolliert werden konnte. Im Alter von 18 Jahren willigte er in eine gentherapeutische Behandlung mit einem adenoviralen Vektor ein, um in seine Leberzellen ein normales OTC-Gen einzubringen. Im Verlauf der Therapie entwickelte Jesse Gelsinger eine heftige Immunantwort gegen adenovirale Proteine in deren Folge er an Multiorganversagen verstarb. Dieser Todesfall löste eine heftige und kontroverse Diskussion über gentherapeutische Behandlungen aus. Hierbei standen neben grundsätzlichen ethischen Problemen auch Vorwürfe zu den finanziellen und karrierefördernden Interessen der beteiligten Forscher im Raum.

#### Spinale Muskelatrophie
Die Spinale Muskelatrophie (SMA) ist ein genetisch bedingter Muskelschwund, der durch den fortschreitenden Abbau von Nervenzellen im Vorderhorn des Rückenmarks verursacht wird. Der Defekt im SMN1-Gen kann durch das Auslösen eines alternativen Spleißens des verwandten SMN2-Gens behoben werden, da dieses dann ein dem SMN1-Genprodukt ähnliches Protein bildet. Seit 2016 ist das Einführen des Antisense-Oligonukleotids Nusinersen (Spinraza, Hersteller: Biogen) durch die FDA zugelassen. Eine entsprechende Zulassung von der EMA liegt seit 2017 vor. Da dieses Oligonukleotid die Blut-Hirn-Schranke nicht passieren kann, muss es in die Rückenmarksflüssigkeit injiziert werden. Der therapeutische Effekt ist nur vorübergehend, so dass die Injektion alle 4 Monate wiederholt werden muss. Ein entsprechender Effekt kann durch die tägliche orale Gabe von Risdiplam (Handelsname: Evrysdi, Hersteller: Genentech resp. in Deutschland / EU: Roche) erreicht werden. Als niedermolekulares Molekül passiert es nicht nur die Blut-Hirn-Schranke und gelangt so ins Rückenmark, sondern es erreicht auch durch die Blutbahn andere Organe und kann so auch Funktionsstörungen beheben, die das durch Fehlen von SMN1-Protein in diesen Organen bestehen. Das Medikament ist seit 2020 in den USA zugelassen. Die Zulassung in der EU erfolgte im März 2021.
Seit 2019 ist durch die FDA auch ein Einbringen eines funktionsfähigen SMN1-Gens zugelassen. Bei dieser Behandlung mit Zolgensma (INN: Onasemnogen-Abeparvovec, Hersteller: Novartis) resp. Novartis Gene Therapies wird das SMN1-Gen einmalig mit einem Adeno-assoziierten viralen Vektor eingebracht. Eine Zulassung ist 2020 auch in der EU erfolgt.
Im August 2019 warf die Gesundheitsbehörde der USA Novartis vor, Testergebnisse im Zulassungsverfahren verschwiegen zu haben. Im Januar 2020 kündigte Novartis an, 100 Behandlungen zu verlosen. Patientenvereinigungen und EU Gesundheitsminister haben dieses Lotterieverfahren kritisiert, da es im Gesundheitssystem als nicht ethisch angesehen wird.
Der Hersteller Novartis gab am 18. März 2021 wegen aufgetretener Nebenwirkungen mit einem Todesfall einen Rote-Hand-Brief zu Zolgensma heraus. Insbesondere in den ersten Wochen nach der Behandlung trat die Thrombotische Mikroangiopathie (TMA), eine akute und lebensbedrohliche Erkrankung, die durch Thrombozytopenie, hämolytische Anämie und akute Nierenschädigung gekennzeichnet ist, auf. Zur Gruppe der TMA Erkrankungen gehören das Hämolytische Urämische Syndrom (HUS) sowie die Thrombotisch-thrombozytopenische Purpura (TTP). Im Februar 2023 gab Novartis einen weiteren Rote-Hand-Brief heraus: bei Patienten, die mit Onasemnogen-Abeparvovec behandelt wurden, wurden tödliche Fälle von akutem Leberversagen berichtet.
Zolgensma wurde im Oktober 2021 mit dem Galenus-von-Pergamon-Preis in der Kategorie „Orphan Drugs“ ausgezeichnet.
Mit Zolgensma beschäftigte sich der Gemeinsame Bundesausschuss (G-BA) bereits mehrfach. Das erste Nutzenbewertungsverfahren war Ende 2020 eingestellt worden, da die Umsätze sehr schnell über 50 Mio. Euro gestiegen waren. Das hieß: Das Orphan-Privileg fiel bei der Nutzenbewertung weg. Die gesetzlichen Vorgaben sehen in solchen Fällen einen direkten Vergleich gegenüber einer zweckmäßigen Vergleichstherapie vor. Im November 2021 hat der G-BA Zolgensma neu bewertet. Anhand der verfügbaren Daten hat er für keine Patientengruppe einen Zusatznutzen gegenüber der Vergleichstherapie feststellen können. Der G-BA nutzte dafür die vorhandene Studienlage und die vom Hersteller übermittelten Daten. Einen Zusatznutzen konnte Novartis damit nicht begründen.

#### β-Thalassämie
Die β-Thalassämie ist eine Erbkrankheit, bei der das Hämoglobin beta-Gen HBB mutiert ist. Bei schweren Formen sind häufige Bluttransfusionen nötig, die aber langfristig toxisch sein können. Als Alternative ist eine allogene Transplantation von hämatopoetischen Stammzellen (Blutstammzellen) möglich, die aber einen geeigneten Spender voraussetzt. Seit dem Jahr 2018 war ein gentherapeutischer Ansatz versuchsweise zugelassen, bei dem CD34-Zellen entnommen werden und dann mit einem Lentiviralen Vektor mit dem intakten beta-Gen transduziert werden. Nach dieser ex vivo Behandlung mit Betibeglogen Autotemcel (Handelsname: Zynteglo) der Firma Bluebird Bio, wurden die gentherapeutisch modifizierten Zellen in die Blutbahn des Patienten injiziert, um sich im Knochenmark anzusiedeln und intaktes Hämoglobin zu produzieren. Obwohl die Resultate nach zwei Jahren zunächst noch positiv waren, gab es im Februar 2020 einen Vertriebsstopp für Zynteglo, das zunächst nur in Deutschland eingeführt worden war. Im April hat sich Bluebird Bio dann entschlossen, das Präparat aus dem Markt zu nehmen. Gründe dafür waren sowohl Nebenwirkungen als auch gescheiterte Preisverhandlungen.
Da bei dieser Therapie ein viraler Vektor eingesetzt wird, der das transduzierte Gen an einen zufälligen Ort im Genom integriert, können langfristige Risiken wie zum Beispiel die Entwicklung von Krebs nicht ausgeschlossen werden. Ein neuer Ansatz, der durch Genome Editing erfolgt, kann dieses Risiko weitgehend vermeiden. In diesem Ansatz wird das Regulatorgen, das Gen das für den Transkriptionsfaktor BCL11A codiert, in den hämatopoetischen Stammzellen durch gezielte Mutation mit der CRISPR/Cas-Methode in seiner Aktivität eingeschränkt. Da BCL11A normalerweise die Aktivität des fetalen  γ-Gens des Hämoglobins nach der Geburt hemmt, bleibt diese Absenkung der Expression des γ-Gens aus, so dass weiterhin fetales γ-Globin produziert wird, das die Funktion des defekten β-Globins im adulten Hämoglobin ersetzt. Zunächst sind mit dieser Methode 2 Patienten mit Erfolg therapiert worden, wobei ein Patient an der Sichelzellkrankheit litt. Diese Behandlung ist die erste Gentherapie, bei der die CRISPR/Cas-Methode mit Erfolg eingesetzt wurde und ist in der Zwischenzeit an 19 Patienten eingesetzt worden. Eine Hauptschwierigkeit bei dieser Therapie ist das riskante Entfernen der hämatopoetischen Stammzellen, so dass zurzeit eine Behandlung nur bei Patienten mit schweren Symptomen angezeigt ist. Das Gentherapeutikum Exagamglogen-Autotemcel wurde im Februar 2024 in der EU zugelassen.

#### Lipoproteinlipasedefizienz
Im Oktober 2012 erhielt Glybera (Alipogene tiparvovec) als erstes Gentherapeutikum in der westlichen Welt die Zulassung in der EU zur Behandlung des seltenen Leidens der familiären Lipoproteinlipase-Defizienz (LPLD) bei Erwachsenen. Bei dieser Krankheit ist das Lipoproteinlipase-Gen mutiert, so dass der Fettabbau im Fett und Skelettmuskel gestört ist, eine stark erhöhter Spiegel an Lipoproteinpartikel im Blut auftritt, das zu einer Weißfärbung führt. Lebensbedrohlich ist die in der Folge auftretende Entzündung des Pankreas (Pankreatitis). Durch eine intramuskuläre Injektion von Glybera, einem Adeno-assoziierten viralen Genkonstrukt mit einem funktionsfähigen Lipoproteinlipase-Gen, wird der Spiegel an Lipoproteinpartikel gesenkt und das Risiko einer Entzündung des Pankreas vermindert.
Im April 2017 teilte die Firma uniQure mit, in der EU die Zulassung nicht zu verlängern, die somit am 25. Oktober 2017 endete.

#### Zerebrale Adrenoleukodystrophie
Im Juli 2021 wurde in der EU Elivaldogene Autotemcel (Handelsname: Skysona; Hersteller: Bluebird Bio) zur Behandlung der frühen zerebralen Adrenoleukodystrophie (cerebral adrenoleukodystrophy, CALD) zugelassen. CALD ist die häufigste Form der Adrenoleukodystrophie (ALD), einer seltenen Krankheit, die etwa eines von 21.000 männlichen Neugeborenen betrifft. Sie wird durch Mutationen im Gen ABCD1 verursacht, welches für ein Proteins namens ALDP (Adrenoleukodystrophie-Protein) codiert. Patienten mit dieser Krankheit fehlt ALDP, das benötigt wird, um sehr langkettigen Fettsäuren (VLCFA) abzubauen. Ohne das Protein reichern sich VLCFA an, was zu Entzündungen und zur Zerstörung der Myelinscheide von Nervenzellen führt. Unbehandelt stirbt fast die Hälfte aller Patienten mit CALD innerhalb von 5 Jahren nach Auftreten erster Symptome. Derzeit gibt es kein Medikament, das für die Behandlung dieser Krankheit zugelassen ist. Die einzige therapeutische Maßnahme, die Ärzten bisher zur Verfügung steht, ist die Transplantation von Stammzellen eines Spenders. Im Juni 2022 stimmte ein Beratungsgremium der FDA mit 15:0 Stimmen dafür, dass die Vorteile der – in den USA noch experimentellen – Gentherapie die Risiken bei Patienten unter 18 Jahren überwiegen, die keine passenden Geschwister für eine Stammzelltransplantation haben. Damit ist der Weg frei für eine Zulassung auch in den USA.

#### Mangel an aromatischer L-Aminosäure-Decarboxylase (AADC)
Ein AADC-Mangel ist eine äußerst seltene, vererbte Krankheit, die sich in der Regel im 1. Lebensjahr manifestiert. Sie wird durch Veränderungen des Gens verursacht, das das AADC-Enzym produziert. Das Enzym wird für die Herstellung bestimmter Substanzen benötigt, die für das normale Funktionieren des Gehirns und der Nerven wichtig sind, darunter Dopamin und Serotonin. Diese Moleküle werden von den Zellen des Gehirns und des Nervensystems zur Signalübertragung verwendet und sind für die Entwicklung der motorischen Funktionen entscheidend.
Eladocagene Exuparvovec (Handelsname: Upstaza; Hersteller: PTC Therapeutics) wurde im Juli 2022 zur Behandlung des AADC-Mangels seitens der Europäischen Kommission zugelassen. Eladocagene Exuparvovec wird einmalig angewendet; die Therapiekosten betragen 4.165.000,00 €.

#### Hämophilie
Roctavian (Valoctocogen roxaparvovec), die erste Gentherapie zur Behandlung der schweren Hämophilie A wurde im August 2022 für die EU und im Juni 2023 in den USA zugelassen. Valoctocogen Roxaparvovec wird einmalig angewendet; die Therapiekosten betragen 2.143.958,40 €.
Valoctocogen roxaparvovec ist ein Gentherapievektor auf der Basis des Adeno-assoziierten Virus Serotyp 5 (AAV5), der eine rekombinante Version des menschlichen Faktors VIII unter der Kontrolle eines leberspezifischen Promotors exprimiert. Der rekombinante Faktor VIII ersetzt den fehlenden Gerinnungsfaktor VIII, der benötigt wird, um die Gerinnungsfähigkeit des Blutes des Patienten wiederherzustellen. In der vorgestellten klinischen Studie erhöhte die Therapie die Faktor-VIII-Aktivitätswerte bei der Mehrzahl der Patienten signifikant, und die meisten Patienten benötigten 2 Jahre nach der Verabreichung keine Faktor-VIII-Ersatztherapie mehr. Zu den häufigsten Nebenwirkungen zählen hepatische Laboranomalien, Übelkeit und Kopfschmerzen.
Im November 2022 hat das australische Biotech-Unternehmen CSL (s. a. CSL Behring) von der US-amerikanischen Food and Drug Administration (FDA) die Zulassung für Hemgenix® (etranacogene dezaparvovec-drlb) erhalten zur einmaligen Gentherapie von Hämophilie B. In der EU ist Hemgenix seit Ende Februar 2023 zugelassen.
Hemgenix® ist in den USA ab sofort zu einem Listenpreis von 3,5 Millionen Dollar erhältlich, was es zu einer der teuersten Therapien der Welt macht. Das unabhängige Institute for Clinical and Economic Review in den USA berechnet jedoch in seinem Evidence Report einen Kostenvorteil gegenüber der normalerweise für die Betroffenen lebenslang erforderlichen, intravenösen Faktorersatztherapie.

#### Mangel an Carbamoylphosphat-Synthetase I (CPS1-Defizienz)
Ein im Sommer 2024 geborener US-amerikanischer Junge mit Carbamoyl-Phosphat-Synthetase 1-Mangel wurde 2025 am Children’s Hospital of Philadelphia erfolgreich einer Gentherapie unterzogen. Mithilfe der CRISPR/Cas-Methode gelang es, die vorhandenen Gendefekte in den Leberzellen in vivo so zu korrigieren, das der Ammoniakgehalt im Blut des Patienten signifikant sank. In der Folge durfte er sich proteinreicher ernähren und die Dosis an Ammoniakblockern konnte bei ihm auf die Hälfte reduziert werden.

### Therapie des Auges

#### Lebersche Kongenitale Amaurose
Lebersche Kongenitale Amaurose ist eine angeborene Funktionsstörung des Pigmentepithels der Netzhaut, die auf mindestens 270 verschiedene Gendefekte zurückgeführt werden kann. Da die Netzhaut für gezielte gentherapeutische Eingriffe leicht zugänglich ist und immunologische Reaktionen selten sind, ist die Gentherapie eine Möglichkeit, das Erblinden zu vermeiden. Für die Mutation im RPE65-Gen, das am Zellstoffwechsel der Netzhaut eine wichtige Rolle spielt, ist eine Gentherapie mit Voretigen Neparvovec (Handelsname: Luxturna; Hersteller: Spark Therapeutics, eine Tochter von Roche) möglich, die von der US-Behörde für Lebens- und Arzneimittel (FDA) und der Europäischen Arzneimittel-Agentur (EMA) zugelassen ist. Bei dieser Therapie wird mit einem Adeno-assoziierten Virus ein intaktes RPE65-Gen in die Netzhaut eingebracht, so dass der fortschreitende Abbau der Netzhaut über Jahre gestoppt wird.
Das CEP290-Gen, dessen Mutation auch Lebersche Kongenitale Amaurose auslöst, ist für das Adeno-assoziierte Virus zu groß. Daher wird versucht, mit Genome Editing dieses direkt in den Zellen zu reparieren. Präklinische Versuche an Mäusen und Javaneraffen waren erfolgreich, so dass entsprechende Versuche an Patienten gerechtfertigt sind. Eine Pressemitteilung der Oregon Health & Science University vom März 2020 berichtet über entsprechende Therapien beim Menschen.

#### Lebersche Hereditäre Optikus-Neuropathie (LHON)
LHON ist eine seltene, mütterlicherseits vererbte mitochondriale Erbkrankheit, die zu einem rasch fortschreitenden bilateralen, schmerzlosem Sehverlust führt und für die es nach wie vor einen hohen medizinischen Bedarf gibt. LHON ist eine Form der Optikusneuropathie, die in erster Linie die retinalen Ganglienzellen (RGCs) betrifft, deren Axone den Sehnerv bilden und über das Chiasma opticum und den Sehnervengang ins Gehirn gelangen. RGCs befinden sich in der Nähe der inneren Oberfläche der Netzhaut und empfangen visuelle Informationen von Photorezeptoren über retinale Interneuronen. Über eine Injektion in den Glaskörper (intravitreale Injektion), der häufigste operative Eingriff am Auge, können gentherapeutische Medikamente unmittelbar an die Netzhaut herangebracht werden. Das Immunprivileg der Augen schafft dabei gute Voraussetzungen für eine Gentherapie.
LHON war die erste menschliche Erbkrankheit, die mit Punktmutationen in der mitochondrialen DNA (mtDNA) in Verbindung gebracht wurde und gilt als die am häufigsten vererbte genetische mitochondriale Störung. Drei primäre Punktmutationen in der mtDNA sind bei etwa 90 % der Betroffenen für LHON verantwortlich: G3460A, G11778A und T14484C, die in den Genen ND1, ND4 bzw. ND6 liegen. Andererseits ist bekannt, dass die 11778-ND4-Mutation die schwerste klinische Form von LHON verursacht und mit der schlechtesten Sehprognose verbunden ist.
Daher ist die Wiederherstellung des Wildtyps des ND4-Gens durch die noch experimentelle Gentherapie mit Lenadogen Nolparvovec (GenSight Biologics) eine vielversprechende therapeutische Option, die in drei randomisierten, kontrollierten Studien klinisch geprüft wurde. Lenadogene nolparvovec ist ein Adeno-assoziiertes Virus, das eine cDNA enthält, die für das menschliche mitochondriale ND4-Protein vom Wildtyp kodiert und zielt darauf ab, die zugrunde liegende genetische Mutation dauerhaft zu korrigieren. Die Wiederherstellung der Expression des ND4-Proteins führt zu einer verbesserten Aktivität und einem verbesserten Aufbau des Komplexes I der mitochondrialen Atmungskette und trägt dazu bei, die retinalen Ganglienzellen zu schützen und die Krankheit aufzuhalten oder umzukehren.

### Krebstherapie

#### Akute lymphatische Leukämie
Die akute lymphatische Leukämie (ALL) ist eine bösartige Entartung von Vorläuferzellen der Lymphozyten. Neben der etablierten Therapie mit Zytostatika ist eine CAR-T-Zell-Therapie möglich. Bei dieser Therapie, die von Novartis entwickelt wurde, werden T-Lymphozyten der Patienten entnommen und mit Lentiviren chimäre Antigen-Rezeptoren (CAR) eingebracht und diese modifizierten Zellen (CAR-T-Zellen) in den Patienten zurückgebracht. Diese CAR-Z-Zellen sind künstlich auf die Krebszellen abgerichtet, da die chimären Antigenrezeptoren gegen krebsspezifische Oberflächenrezeptoren gerichtet sind.
Tisagenlecleucel (CTL019) (Handelsname: Kymriah; Hersteller Novartis) ist der erste CAR-T-Zell-Therapie-Wirkstoff, der in den USA zu einer adoptiven Immuntherapie, konkret gegen eine Akute lymphatische Leukämie (ALL), zugelassen wurde. Es ist die erste in den USA zugelassene Gentherapie.
Im Jahr 2018 wurde Kymriah in der EU und in der Schweiz zugelassen.
Im April 2020 verlieh die amerikanische Gesundheitsbehörde FDA Kymriah im Zulassungsprozess für die Behandlung eines wiederkehrenden oder therapieresistenten follikulären Lymphoms den Sonderstatus einer „Regenerative Medicine Advanced Therapy“ (RMAT) für Medikamente, welche gegen bisher unbehandelbare Krankheiten eingesetzt werden können.

#### Diffuses großzelliges B-Zell-Lymphom
Das diffuse großzellige B-Zell-Lymphom, der häufigste Tumor der B-Lymphozyten, kann mit dem CAR-T-Zell-Therapie-Wirkstoff
Axicabtagene Ciloleucel (Handelsname: Yescarta; Hersteller Kite Pharma, ein Tochterunternehmen von Gilead Sciences) behandelt werden. Er ist sowohl in den USA (Oktober 2017) als auch in der EU (August 2018) zur Behandlung von B-Zell-Lymphome zugelassen wurde.

#### Malignes Melanom
Das maligne Melanom ist ein hochgradig bösartiger Tumor der Pigmentzellen der Haut, der häufig Tochtergeschwülste (Metastasen) bildet. Seit 2015 ist in den USA und in der EU ein onkolytisches Virus als Therapieoption zugelassen, um ein nicht operables Melanom zu bekämpfen.
Talimogen laherparepvec (Handelsname: Imlygic, Hersteller: Amgen) ist ein biotechnologisch so verändertes Herpes-simplex-Virus, dass es Melanomazellen infizieren und sich darin vermehren kann. Dies führt zur Zelllyse, einer lokalen Entzündung und der Verbreitung von Immunzellen zu anderen Krebszellen. Es entstehen auf diese Weise tumorantigenspezifische T-Zellen, die auch andere metastasierte Melanomazellen eliminieren können.

#### Mantelzell-Lymphom
Beim Mantelzell-Lymphom (MCL) handelt es sich um eine seltene, aber äußerst aggressive Variante des Non-Hodgkin-Lymphoms (NHL), das sich aus abnormalen B-Lymphozyten entwickelt. Brexucabtagen autoleucel (autologe Anti-CD19-transduzierte CD3-positive Zellen) (Handelsname: Tecartus; Hersteller: Kite Pharma) ist das dritte CAR-T-Zell-Medikament, das in der EU zugelassen wurde. Gemäß § 35a Abs. 1 Satz 11 SGB V gilt für sogenannte Orphan Drugs der medizinische Zusatznutzen durch die Zulassung als belegt. Das IQWiG bewertet daher in Auftrag des G-BA ausschließlich die Angaben zu den Patientenzahlen und den Kosten im Dossier des pharmazeutischen Unternehmers.

#### Multiples Myelom
Ciltacabtagen autoleucel (Carvykti, Janssen-Cilag) ist eine genetisch modifizierte autologe T-Zell-Immuntherapie, die im Mai 2022 in der EU zugelassen wurde für die Behandlung von erwachsenen Patienten mit rezidiviertem und refraktärem multiplem Myelom, die mindestens drei vorherige Therapien erhalten haben, darunter ein immunmodulatorisches Mittel, einen Proteasominhibitor und einen Anti-CD38-Antikörper, bei denen es unter der letzten Therapie zu einer Krankheitsprogression gekommen ist. Carvykti ist ein „Arzneimittel für eine neuartige Therapie“ (advanced therapy medicinal product, ATMP), daher wurde es vom Ausschuss für neuartige Therapien (Committee for Advanced Therapies, CAT) bewertet.

### Therapie der HIV-1-Infektion
Das AIDS-Virus (HIV) integriert in das Genom der CD4-Zellen, wo es nach Absetzen der antiviralen Therapie sich von neuem vermehrt. Da die Infektion der Lymphozyten über den Zelloberflächenrezeptor CCR5 erfolgt, wurden CD4-Zellen aus Patienten entnommen und ex vivo das CCR5-Gen so durch Genome Editing modifiziert, dass eine HIV-Infektion nicht mehr stattfinden kann. Nach Transplantation dieser modifizierten Zellen in den Patienten (adoptiver Zelltransfer) konnte der Anstieg der HIV-Vermehrung nach Absetzen der antiviralen Therapie verzögert werden. Eine erfolgreiche Therapie hat sich daraus aber bisher nicht ergeben.

## Problematik der Kosten von Gentherapeutika
Die hohen Kosten der zugelassenen gentherapeutischen Behandlungen gefährden einen erfolgreichen Einsatz in der Klinik.
| Krankheit                            | Therapeutikum                     | Marktpreis  | Patientenzahl geschätzt (USA + EU) |
| ------------------------------------ | --------------------------------- | ----------- | ---------------------------------- |
| ADA-SCID                             | Strimvelis (Orchard Therapeutics) | 594 000 €   | 30-40                              |
| Lebersche Kongenitale Amaurose       | Luxturna (Spark Therapeutics)     | 720 000 €   | >2 000                             |
| Spinale Muskelatrophie               | Zolgensma (Novartis)              | 1,8 Mio. €  | >1 500                             |
| β-Thalassämie                        | Zynteglo (Bluebird)               | 1,58 Mio. € | >10.000                            |
| Lipoproteinlipasedefizienz           | Glybera (uniQuire)                | 850 000 €   | ?                                  |
| Akute lymphatische Leukämie          | Kymriah (Novartis)                | 400 000 €   | 1 000                              |
| Diffuses großzelliges B-Zell-Lymphom | Kymriak (Novartis)                | 315 000 €   | 1 200                              |
| Diffuses großzelliges B-Zell-Lymphom | Yescarta (Gilead)                 | 315 000 €   | 1 200                              |
| Melanom                              | Imlygic (Amgen)                   | 55 000 €    | ?                                  |

Ein Kriterium für die Preisfestlegung ist der Nutzen eines Therapeutikums für den Patienten und die Gesellschaft. Die Problematik besteht darin, dass in der Regel keine Konkurrenz da ist und die Zahl der Patienten, die für eine Therapie in der EU und in den USA in Frage kommen, klein ist, so dass hohe Kosten für Forschung und Entwicklungen stark ins Gewicht fallen.

## Firmen
- Novartis übernahm AveXis im Jahr 2018 für 8,7 Milliarden US-Dollar.[95][96]
- Die in Philadelphia ansässige US-amerikanische Firma Spark Therapeutics wurde 2019 von Roche für 4,8 Mrd. US-Dollar übernommen. Die Übernahme erforderte eine Zustimmung der US-Kartellbehörde FTC; dadurch zog sich der Kauf über circa zehn Monate hin.[97][98][99][100]
- Im November 2019 gründete Ferring ein neues Unternehmen FerGene zur Entwicklung und Vermarktung von – noch in der Entwicklung befindlichem – Nadofaragene firadenovec, vorgesehen zur Behandlung von Blasenkrebspatienten, die Non-Responder auf Bacillus Calmette-Guérin sind. Die FDA hat den Zulassungsantrag (Biologics License Application / BLA) angenommen und Priority Review für Nadofaragene firadenovec gewährt.[101]
- Im November 2019 gab das japanische Pharmaunternehmen Astellas bekannt, dass es das auf die Gentherapie spezialisierte Unternehmen Audentes für 3 Milliarden US-Dollar übernehmen wird.[102]
- Biogen gab im März 2021 bekannt, eine Gentherapie-Produktionsanlage im Research Triangle Park, North Carolina zu bauen.[103]